# منوچهر شاهقلی
منوچهر شاهقلی سیاستمدار و پزشک اهل ایران که سمت وزارت علوم و وزارت بهداری در دوره پهلوی را برعهده داشت.

## زندگی‌نامه
منوچهر شاهقلی فرزند سرگرد امام قلی شاهقلی (منصور الملک) در ۱۳۰۲ در تهران متولد شد. پس از انجام تحصیلات ابتدایی وارد مدرسهٔ فیروز بهرام شد و درآنجا دیپلمه شد و برای ادامهٔ تحصیل به خارج رفت. در آمریکا در رشتهٔ پزشکی تحصیل کرد و درجهٔ دکترا گرفت که تخصص وی در جراحی پلاستیک و ترمیمی بود. بعد از مراجعه به ایران به شغل طبابت اشتغال ورزید و سپس با عده‌ای از دوستان پزشک خود، بیمارستان پارس تهران را بنیان نهاد. در مدرسهٔ فیروزبهرام با حسنعلی منصور آشنا و نزدیک شد. موقعی که حسنعلی منصور نخست‌وزیر گلوله خورد و جسد نیمه جان او را به بیمارستان پارس بردند، به دستور هویدا تمام اقدمات پزشکی زیر نظر شاهقلی قرار گرفت ولی سرانجام منصور درگذشت. منوچهر شاهقلی از اردیبهشت ۱۳۴۴ تا شهریور ۱۳۵۲ وزیر بهداری ایران بود. در آن سال تغییر سمت داد و به وزارت علوم منصوب شد ولی مدت وزارت علوم او کوتاه بود و یک سال بعد از دولت خارج شد و به همان شغل طبابت پرداخت. در جریان انقلاب و پس از دستگیری هویدا، منوچهر شاهقلی که جان خود را در خطر می‌دید از ایران گریخت. پس از آرام شدن جو انقلابی و ناآرام مملکت، شاهقلی به ایران برگشت.